# Leptotarsus (Phymatopsis) tonnoiranus
Leptotarsus (Phymatopsis) tonnoiranus is een tweevleugelige uit de familie langpootmuggen (Tipulidae). De soort komt voor in het Australaziatisch gebied.